# Maouna
Der Maouna (arabisch ماونة) ist ein Berg im Nordosten Algeriens und mit 1411 Metern der höchste Berg in der Umgebung der Tellerstadt Guelma.

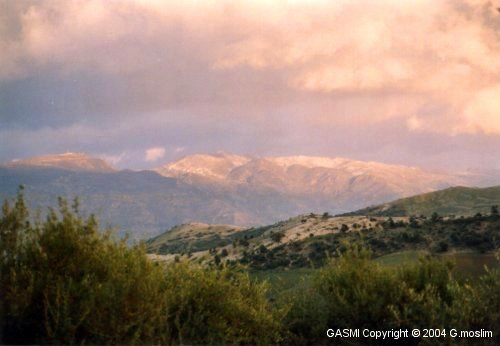
Blick auf der Maouna von Thibilis

## Kunst
Die Maouna ist als Berg in der Kunstwelt ein Begriff durch die zahlreichen Gemälde die die deutsche Künstlerin Bettina Heinen-Ayech (1937–2020) in den Jahren 1963 bis 2019 von dem Bergmassiv schuf. Die Künstlerin hatte sich 1963, kurz nach der Unabhängigkeit des Landes, im nahen Guelma niedergelassen. Sie malte von dem Berg über 100 Ansichten, zu jeder Jahreszeit und von den verschiedensten Perspektiven aus.

## Bibliographie
- Taieb Larak. Die Begegnung einer Malerin mit einer Landschaft. Bettina Heinen-Ayech und Algerien. Algier 2018. ISBN 978-9947-0-5382-9.

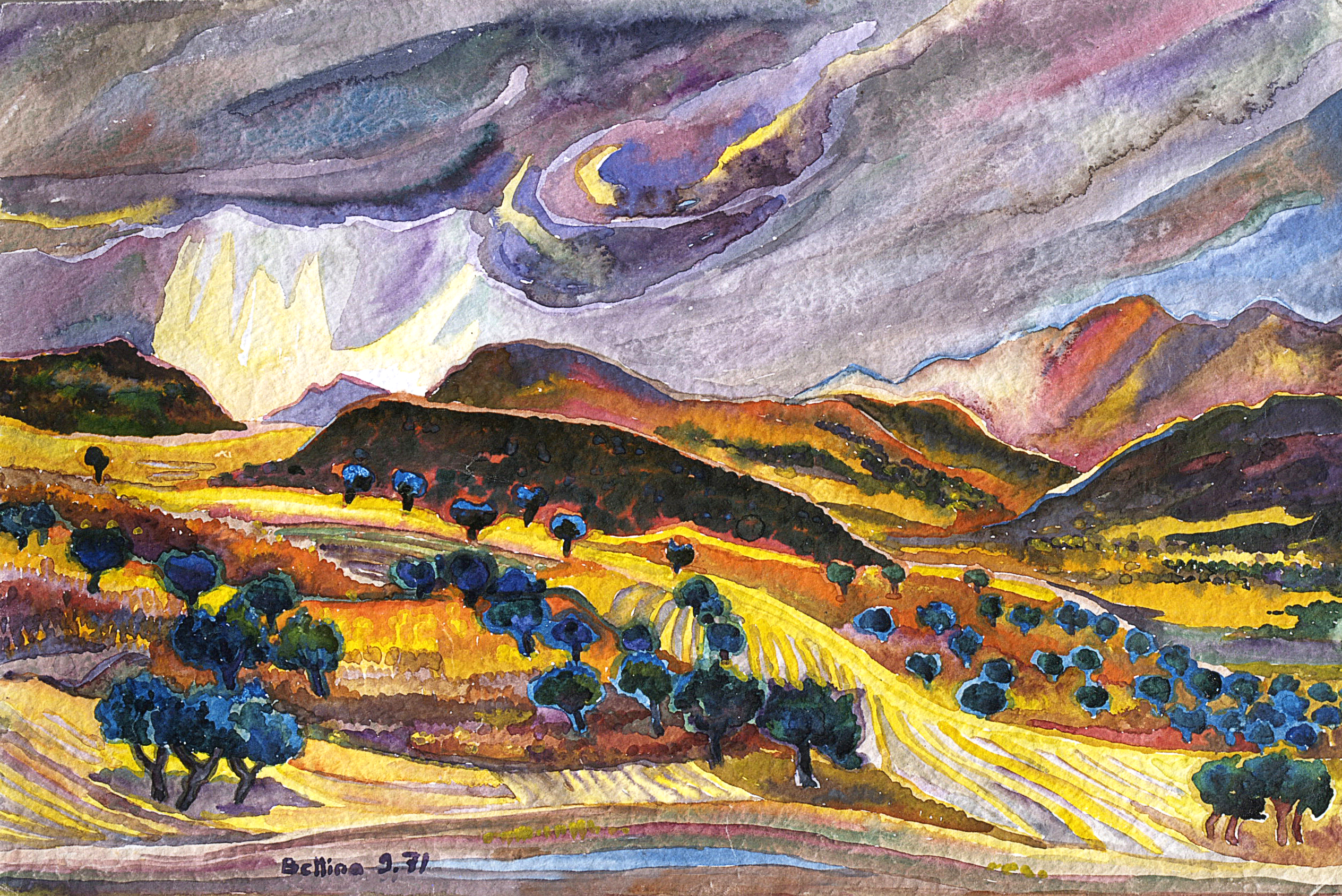
Dieses Gemälde von Bettina Heinen-Ayech entstand am Nordhang der Maouna: Sommergewitter in Algerien 1974

- Dieses Gemälde von Bettina Heinen-Ayech entstand am Nordhang der Maouna: Sommergewitter in Algerien 1974Hans-Karl Pesch und Ali El Hadj Tahar. Bettina Heinen-Ayech. Reportage aus der Mitte eines Künstlerlebens. U-Form-Verlag, Solingen 1982.